# Rábade (kommun)
Rábade är en kommun i Spanien. Den ligger i provinsen Lugo i den autonoma regionen Galicien i den nordvästra delen av landet, 400 km nordväst om huvudstaden Madrid. Antalet invånare är 1 499 (2024). Arean är 5,17 kvadratkilometer. Rábade gränsar till Begonte och Outeiro de Rei. 